# Temporary Kings
Temporary Kings ist ein Jazzalbum von Mark Turner und Ethan Iverson. Die im Juni 2017 im Auditorio Stelio Molo der RSI in Lugano entstandenen Aufnahmen erschienen am 7. September 2018 auf ECM Records.

## Hintergrund
Die Zusammenarbeit zwischen dem Pianisten Ethan Iverson und dem Saxophonisten Mark Turner reicht bis in die frühen 1990er Jahre zurück, als beide an Jamsessions in New York City teilnahmen. Iverson, der sich in den 2000er-Jahren vor allem als Pianist im Trio The Bad Plus hervortat, spielte zu dieser Zeit mit Turner im Quartett des Schlagzeugers Billy Hart, mit dem mehrere Alben für das ECM-Label entstanden, zuletzt  One Is the Other (2014). Das Duoalbum Temporary Kings enthält eine Reihe von Duetten für Tenorsaxophon (Turner) und Klavier (Iverson). Sechs der neun Tracks sind Kompositionen Iversons, zwei weitere stammen von Mark Turner und eine von dem 1987 verstorbenen Saxophonisten Warne Marsh, der Dave Gelly vom Guardian zufolge ein großer Einfluss auf beide Musiker sei.
Ethan Iverson und Mark Turner setzten ihre Kooperation mit dem Download-Album The Tower Tapes #10 (2020) fort.

## Titelliste
- Mark Turner & Ethan Iverson: Temporary Kings (ECM 2583, ECM Records – 673 69)[2]

1. Lugano (Ethan Iverson) 5:00
2. Temporary Kings (Ethan Iverson) 5:44
3. Turner's Chamber of Unlikely Delights (Ethan Iverson) 5:54
4. Dixie's Dilemma (Warne Marsh) 6:00
5. Yesterday's Bouquet (Ethan Iverson) 4:44
6. Unclaimed Freight (Ethan Iverson) 6:49
7. Myron's World (Mark Turner) 7:15
8. Third Familiar (Ethan Iverson) 4:24
9. Seven Points (Mark Turner) 7:54

## Rezeption
Dave Gelly schrieb im Guardian, das Album sei ein besonders schönes Beispiel für die freundschaftlichen Beziehungen zwischen zeitgenössischen Formen des Jazz und der klassischen Musik; dies sei eine Art Jazz-inspirierte Kammermusik, Musik von Spielern, die sich an der Arbeit und Gesellschaft des anderen erfreuen. Dabei sei die Atmosphäre ruhig und besinnlich, mit wenigen bis gar keinen dramatischen Höhen, aber viel Melodik und lebhaftem Austausch. Mark Turners Tongebung – zart, geradezu ätherisch, vor allem in den oberen Lagen – sei gegenwärtig kaum noch zu hören, so der Autor, obwohl der junge Stan Getz und andere ihn Ende der 1940er- und Anfang der 50er-Jahre kultiviert hätten. In Kombination mit Turners quecksilbriger Phrasierung sei dies sehr effektiv. Ethan Iverson spiele hier so unendlich einfallsreich wie eh und je; es gebe keinen Moment, in dem er nicht eine neue Idee einbringe oder eine von Turner eingeführte erweitere.

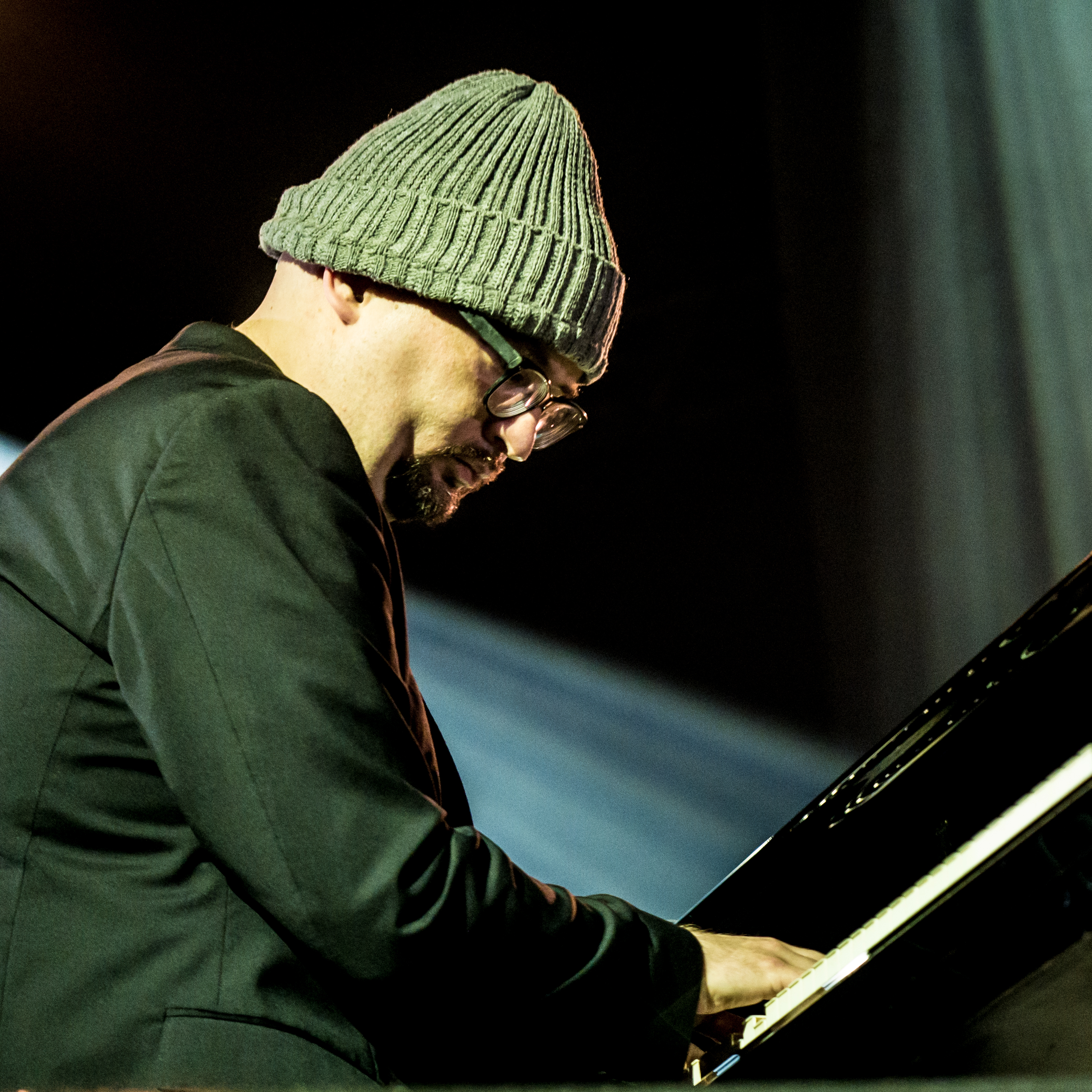
Ethan Iverson, 2017

Nach Ansicht von Mario Calvitti, der das Album in der italienischen Ausgabe von All About Jazz rezensierte, zeichne sich dieses Duo-Werk durch einen raffinierten und eleganten Kammerjazz aus, der auch durch die im RSI-Auditorium aufgenommene und von Stefano Amerio mit gewohnter Sorgfalt und Professionalität bearbeitete Aufnahme verstärkt werde. Die an die klassische Musik angelehnte Atmosphäre werde von Iversons impressionistischem Pianospiel unterstrichen, besonders im Eröffnungsstück „Lugano“, das der Stadt gewidmet ist, in der die Sessions stattfanden, und auch durch den weichen und fließenden Klang von Turners Saxophon. Stärker am Jazz orientiert sei hingegen vor allem das Stück von Warne Marsh („Dixie's Dilemma“) und die langsame, atypische Bluesnummer „Unclaimed Freight“, auch wenn in beiden immer der kammermusikalische Ansatz der Session präsent sei, der das gesamte Album präge. Die Kompositionen lassen auch Raum für einige Improvisationen der beiden Musiker, die mit Kontinuität in die Struktur der Stücke eingefügt werden.
J.D. Considine schrieb in JazzTimes, wie auch in seibem Duoalbum Faroe mit dem dänische Gitarristen Mikkel Ploug sei Mark Turners unverwechselbarer Sound ein wesentlicher Teil der Attraktivität der Musik, wenn auch bei jedem ganz anders. Temporary Kings sei die ätherischere Session von beiden, die auf das streng intellektuelle Erbe von Lennie Tristano und Warne Marsh sowie die intime Dynamik der Kammermusik zurückgreife. Schwungvoll sei dies nicht, doch es komme auch nicht um die Jazz-Tradition herum. Stattdessen würden Iverson und Turner Understatement, Suggestion und kunstvolle Finten anwenden, um den Blues in „Unclaimed Freight“ zu verwandeln oder eine Akkordfolge auf das Wesentliche zu reduzieren, wie bei Marshs „Dixie’s Dilemma“.
Was Mark Turner und Ethan Iverson hier vereine, sei „ein gemeinsames, gemessenes Tempo, ein Sinn für intellektuelle Recherche und eine Vorliebe für das Trockene, Ironische und Schräge gegenüber dem Süßen, Enthusiastischen und Geradlinigen“, meinte Peter Bacon (London Jazz News). Hier würden keine Argumente ausgetauscht; stattdessen gebe es etwas viel Spannenderes: eine nüchterne, aber intensive Diskussion – vielleicht über die großen Geheimnisse des Lebens. Beide Musiker würden vielschichtig agieren, mit stark empfundenen Emotionen und scharf surrendem Intellekt, die unter ihrem kühlen Äußeren wogen und schnappen, und dies mache die neun Stücke des Albums zu einem Hörerlebnis, das sich mit jedem Mal erweitere und an Tiefe gewinne.
Der ECM-Musikkanon bleibe ein Wunder und ein Schatz, merkte Will Layman (Spectrum Culture) an. Ohne den besonderen Sound des Labels würden Creative Music und improvisierte Musik massiv verarmen. Aber vielleicht funktioniere die Kammer-/Jazz-Ästhetik von Manfred Eichers Label am besten, wenn die Musiker in seinem Studio gegen diesen Sound drängen und ihn zwingen, dieser Dringlichkeit zu weichen. Auf Temporary Kings würden zwei hervorragende Musiker wunderschön spielen; sie scheinen aber eher von ECM eingeengt als von ihr herausgefordert, um sich daraus zu befreien. Ein Fan dieser beiden Künstler wird diese Musik reich an Ideen und Erfindungen finden; aber vielleicht auch auf der Suche nach einem leidenschaftlicheren Ausdruck.